# Antoine III de Gramont
Antoine III Agénor de Gramont-Toulonjon, II duque de Gramont, príncipe de Bidache, conde de Guiche, Toulonjon y Louvigny, vizconde de Asté, barón de Andoins y Hagetmau, señor de Lesparre, par de Francia (Hagetmau, 1604-Bayona, 12 de julio de 1678) fue un diplomático, político y militar francés, que alcanzó el grado de Mariscal de Francia. Fue virrey de Navarra y Béarn, y gobernador de Bayona.

## Biografía

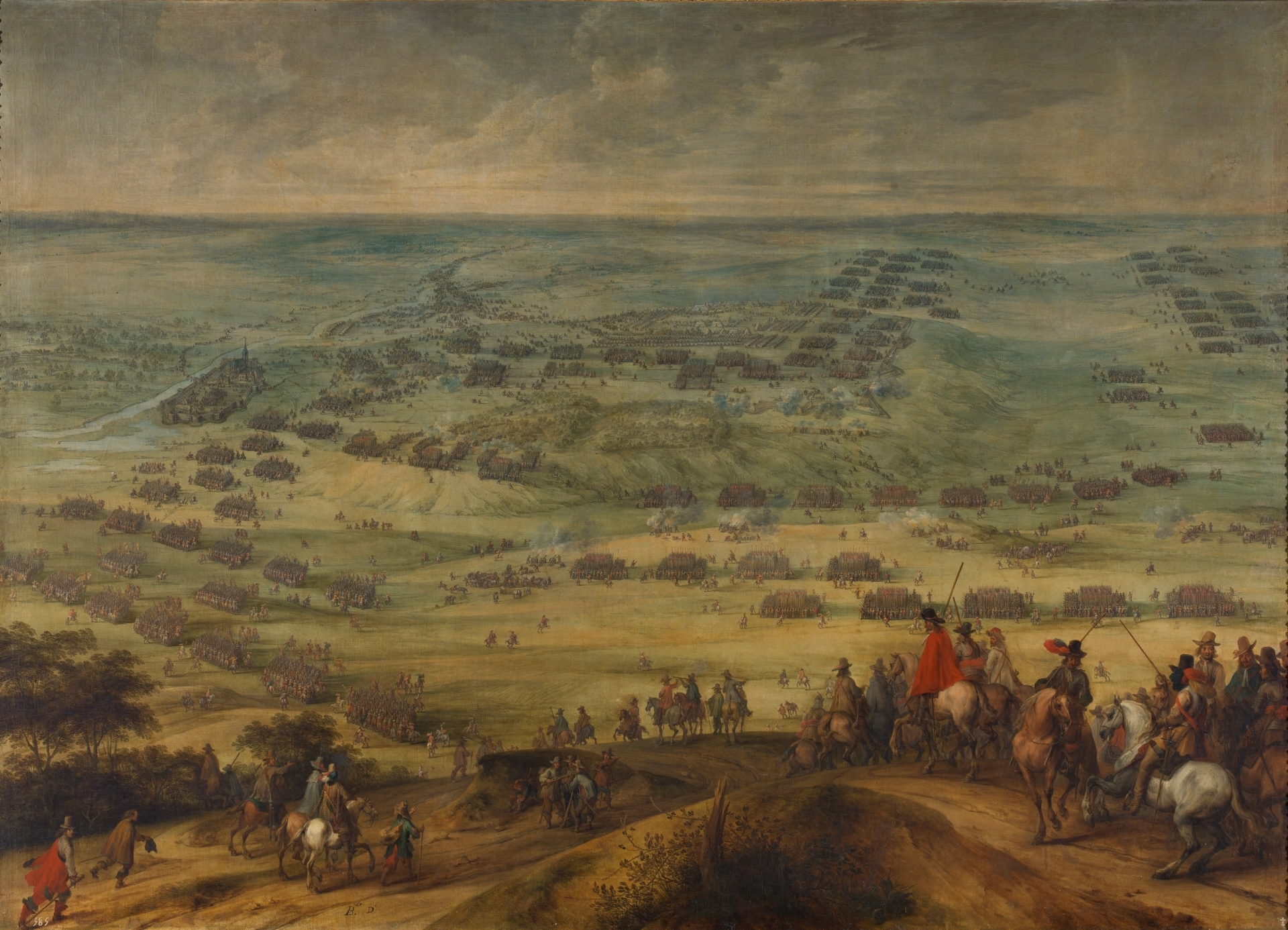
Batalla de Honnecourt (1642)

Era hijo de Antoine II de Gramont, I duque de Gramont, y de Louise de Roquelaure. Participó en la Guerra de los Treinta Años, inicialmente al servicio del Sacro Imperio Romano Germánico, a las órdenes del conde de Tilly. Luego sirvió en Italia para el duque de Mantua, donde alcanzó el grado de teniente general. En 1633 volvió a Francia, donde en 1641 fue nombrado Mariscal de Francia. Comandó las tropas francesas en la batalla de Honnecourt (1642), en la que devino una derrota frente al ejército español de Flandes, comandado por Francisco de Melo. 
En 1653 fue ministro de Estado. En 1659 fue enviado como embajador a Madrid, donde tramitó el matrimonio entre María Teresa de Austria y Luis XIV, concertado en la Paz de los Pirineos. Posteriormente fue gobernador de Navarra y Béarn. En 1661 fue nombrado coronel de las Guardias francesas y, en 1663, par de Francia.
Escribió unas memorias (Mémoires du maréchal de Gramont), que destacan por su tono humorístico, publicadas póstumamente en 1716.
Casó con Françoise-Marguerite du Plessis-Chivré, sobrina del cardenal Richelieu, y fue padre de Armand de Gramont, conde de Guiche; de Catalina Carlota de Gramont, princesa de Mónaco por su matrimonio con Luis I de Mónaco y amante de Luis XIV; de Antoine Charles IV de Gramont, III duque de Gramont; y de Henriette-Catherine de Gramont.